# 오스만힐망가베이
오스만힐망가베이 (Lophocebus osmani)는 긴꼬리원숭이과에 속하는 볏망가베이의 일종이다. 이전에는 회색뺨망가베이(L. albigena)의 일종으로 간주되었다. 서아프리카에 제한적으로 분포한다.